# Puchar Europy w skokach narciarskich 1989/1990
Puchar Europy w skokach narciarskich 1989/1990 – rozpoczął się 26 grudnia 1989 w Sankt Moritz na skoczni Olympiaschanze, a zakończył 24 marca 1990 w Sprovie na skoczni Steinfjellbakken. W ramach cyklu rozegrano 16 indywidualnych konkursów. Zwycięzcą klasyfikacji generalnej został Austriak Franz Wiegele. 

## Wyniki zawodów
| Lp.                                                                          | Data                                         | Miejscowość                                  | Skocznia                                     | Punkt K                                      | Uwagi                                        | 1. miejsce         | 2. miejsce          | 3. miejsce                  |
| ---------------------------------------------------------------------------- | -------------------------------------------- | -------------------------------------------- | -------------------------------------------- | -------------------------------------------- | -------------------------------------------- | ------------------ | ------------------- | --------------------------- |
| 1.                                                                           | 26 grudnia 1989                              | Sankt Moritz                                 | Olympiaschanze                               | K-94                                         | -                                            | Franz Neuländtner  | Heiko Hunger        | Andi Rauschmeier            |
| 2.                                                                           | 29 grudnia 1989                              | Sankt Aegyd                                  | Klaushoferschanze                            | K-73                                         | -                                            | Andi Rauschmeier   | Klaus Huber         | Oliver Strohmaier           |
| 3.                                                                           | 12 stycznia 1990                             | Ruhpolding                                   | Große Zirmbergschanze                        | K-70                                         | TAA                                          | Andreas Felder     | Stein Gruben        | Jürgen Winterhalder         |
| 4.                                                                           | 13 stycznia 1990                             | Saalfelden                                   | Bibergschanze                                | K-85                                         | TAA                                          | Andreas Felder     | Günther Stranner    | Stefan Zünd                 |
| 5.                                                                           | 14 stycznia 1990                             | Planica                                      | Bloudkova velikanka                          | K-120                                        | TAA                                          | Heinz Kuttin       | Stefan Zünd         | Günther Stranner            |
| Turniej Alpen-Adria – klasyfikacja końcowa                                   | Turniej Alpen-Adria – klasyfikacja końcowa   | Turniej Alpen-Adria – klasyfikacja końcowa   | Turniej Alpen-Adria – klasyfikacja końcowa   | Turniej Alpen-Adria – klasyfikacja końcowa   | Turniej Alpen-Adria – klasyfikacja końcowa   | b/d                | b/d                 | b/d                         |
| 6.                                                                           | 27 stycznia 1990                             | Szczyrbskie Jezioro                          | MS 1970 B                                    | K-90                                         | -                                            | Pavel Ploc         | Jiří Parma          | František Jež               |
| 7.                                                                           | 28 stycznia 1990                             | Szczyrbskie Jezioro                          | MS 1970 B                                    | K-90                                         | -                                            | František Jež      | Pavel Ploc          | Martin Švagerko             |
| 8.                                                                           | 4 lutego 1990                                | La Molina                                    | Trampolín Albert Bofill Mosella              | K-75                                         | PKr                                          | Werner Rathmayr    | Franz Wiegele       | Bernat Solà                 |
| 9.                                                                           | 10 lutego 1990                               | Le Brassus                                   | Tremplin de la Chirurgienne                  | K-104                                        | GPoN                                         | Stefan Zünd        | Klaus Huber         | Janez Štirn                 |
|                                                                              | 11 lutego 1990                               | Chamonix                                     | Tremplin aux Bossons                         | K-95                                         | GPoN                                         | Christof Duffner   | Alexander Pointner  | Klaus Huber                 |
| Grand Prix of Nations – klasyfikacja końcowa                                 | Grand Prix of Nations – klasyfikacja końcowa | Grand Prix of Nations – klasyfikacja końcowa | Grand Prix of Nations – klasyfikacja końcowa | Grand Prix of Nations – klasyfikacja końcowa | Grand Prix of Nations – klasyfikacja końcowa | Klaus Huber        | Alexander Pointner  | Remo Lederer                |
| 10.                                                                          | 17 lutego 1990                               | Planica                                      | Srednija Velikanka                           | K-90                                         | -                                            | Robert Leonhard    | Janez Štirn         | Sašo Komovec                |
| 11.                                                                          | 18 lutego 1990                               | Planica                                      | Srednija Velikanka                           | K-90                                         | -                                            | Robert Leonhard    | Janez Debelak       | Markus Gahler Franz Wiegele |
|                                                                              |                                              |                                              |                                              |                                              |                                              |                    |                     |                             |
| Mistrzostwa Świata w Lotach Narciarskich 1990 • Vikersund, 24–25 lutego 1990 |                                              |                                              |                                              |                                              |                                              |                    |                     |                             |
|                                                                              |                                              |                                              |                                              |                                              |                                              |                    |                     |                             |
| 12.                                                                          | lutego/marca 1990                            | Seefeld in Tirol                             | Toni-Seelos-Olympiaschanze                   | K-90                                         | -                                            | Alexander Pointner | Rajko Lotrič        | Franz Wiegele               |
| 13.                                                                          | 20 marca 1990                                | Kuopio                                       | Puijo                                        | K-90                                         | -                                            | Ari-Pekka Nikkola  | Øyvind Berg         | Alexander Pointner          |
| 14.                                                                          | marca 1990                                   | Taivalkoski                                  | Taivalvaara                                  | K-73                                         | -                                            | Jens Weißflog      | b/d                 | b/d                         |
| 15.                                                                          | 23 marca 1990                                | Sprova                                       | Steinfjellbakken                             | K-90                                         | -                                            | Takuya Takeuchi    | Robert Leonhard     | Franz Wiegele               |
| 16.                                                                          | 24 marca 1990                                | Sprova                                       | Steinfjellbakken                             | K-90                                         | -                                            | Robert Leonhard    | Fred-Børre Lundberg | Kenji Suda                  |

## Klasyfikacja generalna Pucharu Europy
| Miejsce | Zawodnik           | Punkty |
| ------- | ------------------ | ------ |
| 1.      | Franz Wiegele      | 110    |
| 2.      | Robert Leonhard    | 96     |
| 3.      | Stefan Zünd        | 88     |
| 4.      | Alexander Pointner | 78     |
| 5.      | Markus Gähler      | 70     |
| 6.      | Günther Stranner   | 68     |
| 7.      | Norbert Hils       | 67     |
| 8.      | Janez Štirn        | 56     |
| 8.      | Oliver Strohmaier  | 56     |
| 10.     | Klaus Huber        | 52     |
| 11.     | Andreas Felder     | 50     |
| 12.     | Pavel Ploc         | 45     |
| 13.     | František Jež      | 40     |
| 13.     | Andi Rauschmeier   | 40     |
| 15.     | Janez Debelak      | 39     |
| 16.     | Heinz Kuttin       | 37     |
| 16.     | Takuya Takeuchi    | 37     |
| 18.     | Stefan Horngacher  | 35     |
| 19.     | Werner Rathmayr    | 34     |
| 20.     | Stein Gruben       | 33     |
| ...     |                    |        |